# Iločac
Iločac (mađ. Illocska) je pogranično selo u južnoj Mađarskoj.
Zauzima površinu od 15,10 km četvornih.

## Zemljopisni položaj
Nalazi se na 45° 48' 1" sjeverne zemljopisne širine i 18° 31' 21" istočne zemljopisne dužine. Nalazi se u Baranji, 200 m od granice s Republikom Hrvatskom.  Najbliža naselja u RH su Luč, 500 m prema jugoistoku i Zeleno Polje, 3 km prema jugozapadu.
Breme i Pišpek su 5 km zapadno, Lapandža je 1,5 km, a Madžarboja 3 km sjeverozapadno, Lipovica je 1,5 km sjeverno, Ivándárda je 5,5 km sjeveroistočno. 

## Upravna organizacija
Upravno pripada Šikloškoj mikroregiji u Baranjskoj županiji. Poštanski broj je 7775.

## Povijest
Ime ove župe se prvi put spominje 1496. pod imenom Wylakcza.
Za vrijeme turske okupacije je Iločac opustio. Nakon ratova za oslobođenje od Turaka se stanovništvo vratilo u selo, ali stanovnici koji su ga naselili nisu bili Mađari, nego Južni Slaveni.
U 18. st. se spominje selo Újlak.  
U 19. st. se pojavljuju mađarske obitelji u drugom dijelu sela. 
Značajan broj južnoslavenskih stanovnika Iločca se 1920-ih preselio u Jugoslaviju. Nakon Drugog svjetskog rata je preseljen veliki broj iločačkih Nijemaca. Do 20. st. je u selu bio veliki broj katolika i pravoslavnih, a krajem 20. st. su rimokatolici prevagnuli.
Iločac je gospodarski stagnirao i nazadovao u drugoj polovici 20. stoljeća. 
Zaslugom stanovnika Iločca je sagrađena cesta koja vodi do Iločca i kulturni centar 1958. i 1959.

## Kultura
Srpska pravoslavna crkva iz 1908. Pod državnom je zaštitom kao kulturni spomenik.

## Promet
1 km sjeverozapadno i zapadno od Iločca prolazi željeznička pruga Viljan – Madžarboja – Beli Manastir – Osijek.

## Stanovništvo
Iločac ima 256 stanovnika (2001.). Mađari su većina. U selu živi i oko 7% posto Roma. Preko tri petine stanovnika su rimokatolici, više od petine su kalvinisti, nekoliko luterana i grkokatolika te ostali.

## Vanjske poveznice
- Iločac na fallingrain.com